# Omaha the Cat Dancer
Omaha the Cat Dancer é uma série, inicialmente de tiras em quadrinhos e, posteriormente, de revistas em quadrinhos criada pela escritora Kate Worley e por Reed Waller, responsável pela arte e inicialmente, também pelos roteiros. Worley foi indicada ao Eisner Award de "Melhor Escritora" em 1991 por seu trabalho na série, indicada ao Eisner Awards de "Melhor Série em Preto-e-Branco" em 1989 e em 1991. Em 1989 a série recebeu indicações também às categorias "Melhor Série" e "Melhor Conjunto de Escritor e Desenhista".
Waller e Worley eram namorados no início da produção de Omaha. Quando o relacionamento dos dois chegou ao fim, em meados da década de 1990, tornou-se cada vez mais difícil para ambos manter a colaboração, levando a um hiato na publicação da série. Worley posteriormente se casaria com o também escritor James Vance, com quem teria dois filhos. O casamento de Worley e Vance durou dez anos, até que ela morreu em virtude de um câncer no pulmão em 2004. Após sua morte, Vance editou e completou, junto a Waller, a conclusão de Omaha.